# Centre de Formació Professional La Bastida
El Centre de Formació Professional La Bastida és un edifici de Santa Coloma de Gramenet protegit com a Bé Cultural d'Interès Local.

## Descripció
El centre de formació professional la Bastida es troba a dalt del cim del turó del Gall, en un gran replà des del qual es domina visualment la ciutat i la vall de Carcerenya. Se situa entre els termes municipals de Badalona i Santa Coloma. Es tracta d'un edifici públic construït en tres nivells adaptat a l'orografia del terreny. La planta baixa té forma parabòlica i la resta de plantes tenen forma trapezi allargat, que es sobreposen i esglaonen per permetre la il·luminació zenital. Les cobertes del volum principal són planes. Mentre que les cobertes dels cossos secundaris, col·locats perpendicularment respecte del cos principal, presenten coberta en dent de serra per deixar passar la llum.
La façana principal, Nord-Oest, plasma la disposició de les plantes esglaonades adoptant un caire monumental. Les obertures es van disposant de manera estrictament repetitiva com forats fets en un cos opac, d'aplacat de pedra artificial a la planta baixa i obra vista a la primera planta. A la planta superior els grans finestrals són els elements principals. Els volums secundaris només disposen d'obertures a les cobertes.

## Història
Aquest edifici va ser seleccionat pel premi FAD d'arquitectura de 1983. Va aparèixer esmentat a les revistes especialitzades: ON núm. 52, Arquitecturas núm. 250 i El croquis núm. 17.